# Filofax
Filofax è una società con sede nel Regno Unito che produce una vasta gamma di ben noti personal organizer e portafogli. Le agende sono tradizionalmente in cuoio rilegata e hanno un periodo di sei-anelli per fogli mobili come sistema legante. Il progetto è nato a Lefax, una società americana con sede a Filadelfia che ha esportato i propri prodotti nel Regno Unito. L'azienda commercializza anche una gamma di prodotti in pelle personali e borse con il marchio "Filofax".

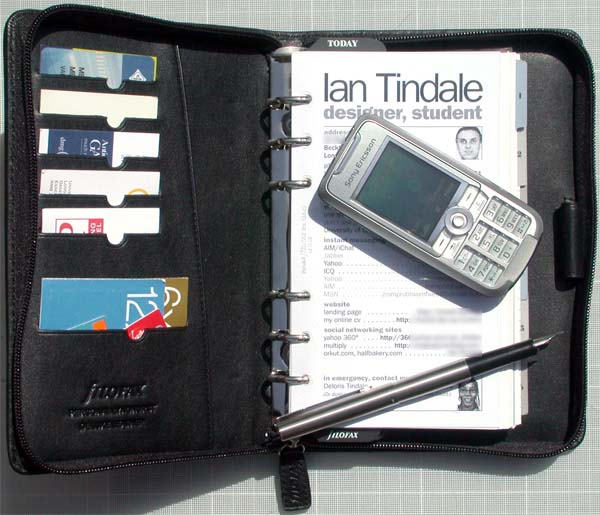
Esempio di agenda Filofax

Queste agende sono disponibili in oltre quindici paesi nei seguenti formati: A4, A5, Slimline, Personal, Pocket, Mini, compatto e tascabile Slimline.
| Nome                                  | dimensioni      |
| ------------------------------------- | --------------- |
| A4                                    | 210 mm x 297 mm |
| Deskfax                               | 176 mm x 250 mm |
| A5                                    | 148 mm x 210 mm |
| Personal, Slimline, Compact (ab 2011) | 95 mm x 171 mm  |
| Pocket                                | 81 mm x 120 mm  |
| Mini                                  | 67 mm x 105 mm  |
| M2                                    | 64 mm x 103 mm  |

Nel 1921 a Londra fu costituita una società specializzata nella vendita di sistemi di organizzazione per la carta. Nel 1930 fu registrato il marchio "Filofax", il nome deriva da una abbreviazione di "file of facts" ("archivia i fatti"). La popolarità delle agende Filofax è cresciuto enormemente nel corso degli anni '80 a causa della sua associazione con Cultura Yuppie, dove è stato considerato come un accessorio "must-have".
La società era conosciuta come Norman & Hill fino alla metà degli anni 1980, quando fu ribattezzato col nome del suo prodotto più popolare. Per gran parte della sua vita era situata a South Woodford, East London. Nei primi anni del 1980 si trasferì a Barkingside, Essex. Nei primi anni 1990 ha trasferito i propri uffici a Londra e il suo funzionamento subappaltato magazzino a Crick nel Northamptonshire.
Utilizzatori famosi dei prodotti Filofax sono Lord Lichfield, Len Deighton e Diane Keaton, che ne possiede uno che porta il suo nome: "DK Coin Holder".
Filofax è parte del gruppo inglese Letts Group. Nel 2006, Phoenix Equity Partners ha portato la società secondaria fuori dal business. L'operazione prevede un'uscita tramite un private equity dall'impresa Dunedin Capital Partners

## Prodotti
Filofaxes produce una larga varietà  di prodotti come:
- Schede personali
- Calendari
- Diari
- Rubriche telefoniche
- Rubrica pagine vuote
- Block Notes
- Post-it in vari colori
- Mappe delle città
- Righelli in plastica con fori incompleti in modo che possono essere spostati come un segnalibro.
- Calcolatrici
- Porta Carte di credito
- Cartelle di cartoncino
- Matita
- Penne
- Borse

## Filofax nei media
Filofax, un'agenda che vale un tesoro è il titolo di un film del 1990 di Arthur Hiller, la cui storia ruota attorno a un'agenda Filofax. Il protagonista è James Belushi.